# Tierra Nueva 2.ª Sección
Tierra Nueva 2.ª Sección es una localidad del municipio de Huimanguillo ubicado en la subregión de la Chontalpa del estado mexicano de Tabasco.

## Geografía
La localidad de Tierra Nueva 2.ª Sección se sitúa en las coordenadas geográficas 17°46′55″N 93°26′36″O / 17.781944, -93.443333, a una elevación de 30 metros sobre el nivel del mar.

## Demografía
Según el Conteo de Población y Vivienda 2020, efectuado por el Instituto Nacional de Estadística y Geografía, la localidad de Tierra Nueva 2.ª Sección tiene 1,435 habitantes, de los cuales 706 son del sexo masculino y 729 del sexo femenino. Su tasa de fecundidad es de 2.38 hijos por mujer y tiene 380 viviendas particulares habitadas.
| Gráfica de evolución demográfica de Tierra Nueva 2.ª Sección entre 1910 y 2020 |
|                                                                                |
| INEGI.                                                                         |